# التمثيل الدولي لدونيتسك ولوغانسك
جمهورية دونيتسك الشعبية وجمهورية لوغانسك الشعبية هما دولتان في طور التكوين محدودتا الاعتراف تقعان في منطقة دونباس شرق أوكرانيا. دوليًا، يتم الاعتراف بأراضي الدولتان كجزء من منطقتي دونيتسك ولوغانسك في أوكرانيا. أعلنت المنطقتان استقلالهما بعد أحداث الميدان الأوروبي الأوكراني لعام 2014 والحرب اللاحقة في دونباس، ثم اندمجتا معًا في دولة نوفوروسيا الاتحادية قصيرة العمر، ليتم حلها في عام 2015. اليوم، لا يتم الاعتراف بهما رسميًا إلا من قبل روسيا وأوسيتيا الجنوبية. لا يوجد لدى أي من الكيانين سفارات في أي دولة أخرى.

## مكاتب تمثيل جمهورية دونيتسك الشعبية
- جمهورية التشيك - في عام 2016، افتتح المتعاطفون مع جمهورية دونيتسك الشعبية «قنصلية» في أوسترافا.[2][3]
- فنلندا - في عام 2017، تم افتتاح مكتب تمثيلي لجمهورية دونيتسك الشعبية في هلسنكي.[4][5]
- فرنسا - في عام 2017، افتتح مكتب تمثيلي لجمهورية دونيتسك الشعبية في مرسيليا.[6]
- اليونان - في عام 2017، تم افتتاح مكتب تمثيلي لجمهورية دونيتسك الشعبية في أثينا.[7][8]
- إيطاليا- لدى جمهورية دونيتسك الشعبية مكتبان تمثيليان في إيطاليا
  - في عام 2016، افتتح الأول في تورينو.
  - في عام 2019، افتتح الثاني في فيرونا.[9][10]
- روسيا - في عام 2014، افتتحت جمهورية دونيتسك الشعبية مكتبًا تمثيليًا في موسكو.[11]
  -  القرم - في عام 2016، افتتح المتعاطفون مع جمهورية دونيتسك الشعبية مكتبًا تمثيليًا في سيمفيروبول.[12]
- أوسيتيا الجنوبية - في عام 2015، افتتح مكتب تمثيلي لجمهورية دونيتسك الشعبية في تسخينفالي.[13]

## مكاتب تمثيل جمهورية لوغانسك الشعبية
- جمهورية الكونغو الديمقراطية – في عام 2019، افتتحت جمهورية لوغانسك الشعبية مكتبًا تمثيليًا ثقافيًا في كولويزي.[14][15]
- إيطاليا – في عام 2019، افتتحت جمهورية لوغانسك الشعبية مكتبًا تمثيليًا في مسينة.[10][16]
- روسيا – يوجد مكتب تمثيلي في موسكو.
  - في عام 2014، تم افتتاح مكتب تمثيلي آخر في سانت بطرسبرغ.[17]
  - في عام 2019، تم افتتاح مكتب للهجرة في نوفوشاختينسك (روستوف أوبلاست) [18]
- أوسيتيا الجنوبية – في عام 2015، تم افتتاح مكتب تمثيلي لجمهورية لوغانسك الشعبية في تسخينفالي.[13]